# Øster Vedsted
Øster Vedsted – miasto w Danii, w regionie Dania Południowa, w gminie Esbjerg.